# Himna Slovenije
Zdravljica (prev. Zdravica) ime je poznate poeme Franceta Prešerna, napisane 1844. godine. Od 27. septembra 1989. godine njena sedma strofa je postala slovenačka državna himna. Stanko Premrl je komponovao muziku. Cela poema je napisana u stilu carmina figurata.
Državna himna Slovenije od 1945. do 1991. godine je bila himna Hej, Sloveni na slovenačkom.

## Tekst (na slovenačkom)
-{1. 
Prijat'li! obrodile
so trte vince nam sladkó,
ki nam oživlja žile,
srce razjasni in oko,
ki utopi,
vse skrbi,
v potrtih prsih up budi!
2. 
Komu narpred veselo
zdravljico, bratje! č'mo zapet?
Bog našo nam deželo,
Bog živi ves slovenski svet,
brate vse,
kar nas je
sinov sloveče matere!
3. 
V sovražnike 'z oblakov
rodu naj naš'ga trešči grom;
prost, ko je bil očakov,
naprej naj bo Slovencov dom;
naj zdrobe
njih roke
si spone, ki jih še teže!
4. 
Edinost, sreča, sprava
k nam naj nazaj se vrnejo;
otrok, kar ima Slava,
vsi naj si v roke sežejo,
de oblast
in z njo čast,
ko pred, spet naša boste last!
5. 
Bog živi vas Slovenke,
prelepe, žlahtne rožice,
ni take je mladenke,
ko naše je krvi dekle;
naj sinov
zarod nov
iz vas bo strah sovražnikov!
6. 
Mladen'či, zdaj se pije
zdravljica vaša, vi naš up;
ljubezni domačije
noben naj vam ne vsmrti strup;
ker zdaj vas
kakor nas
jo srčno branit' kliče čas!
7. 
Žive naj vsi narodi,
ki hrepene dočakat' dan,
da koder sonce hodi,
prepir iz sveta bo pregnan,
da rojak
prost bo vsak,
ne vrag, le sosed bo mejak!
8. 
Nazadnje še, prijat'lji,
kozarce zase vzdignimo,
ki smo zato se zbrat'li,
ker dobro v srcu mislim;
dokaj dni
naj živi
vsak, kar nas dobrih je ljudi!}-

## Spoljašnje veze
- Audio zapis slovenačke himne (u Real Audio formatu)